# International Business Times
O International Business Times é uma publicação de notícias on-line americana que publica sete edições nacionais em quatro idiomas. A publicação, às vezes chamada IBTimes ou IBT, oferece notícias, opiniões e comentários editoriais sobre negócios e comércio. O IBT é uma das maiores fontes de notícias on-line do mundo, recebendo quarenta milhões de visitantes únicos a cada mês. Suas receitas em 2013 foram de cerca de 21 milhões de dólares.
O IBTimes foi lançado em 2005; pertence à IBT Media, que se separou da Newsweek em 2018, e foi fundada por Etienne Uzac e Johnathan Davis. Sua sede fica no distrito financeiro de Lower Manhattan, Nova Iorque.

## História

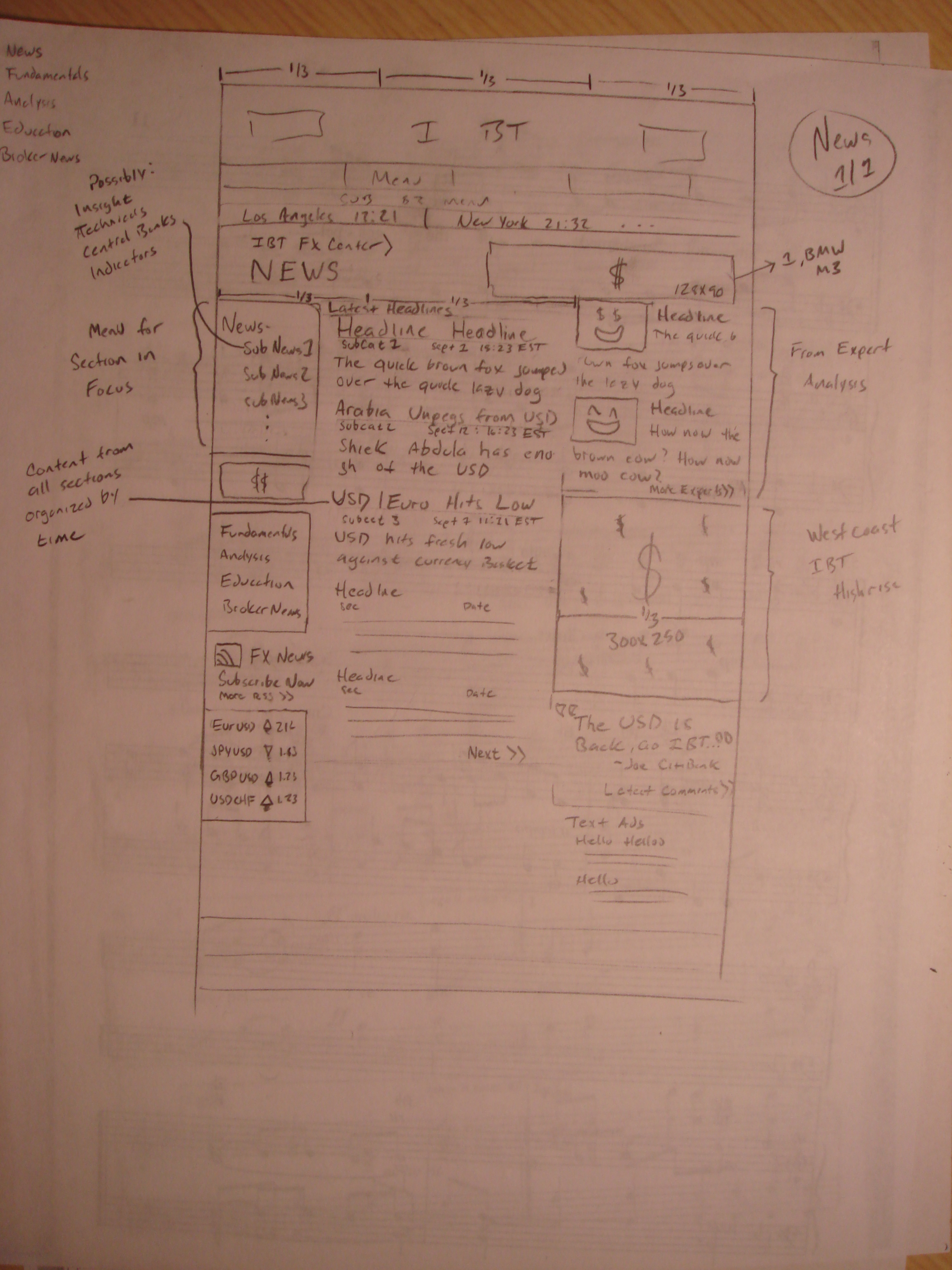
Um plano desenhado à mão, criado em 2007 por Davis, descrevendo o que se tornaria o editor do IBTimes FX

O fundador Etienne Uzac, natural da França, teve a ideia do site global de notícias de negócios enquanto era aluno da London School of Economics. Ele descobriu que os jornais comerciais mais fortes tinham foco nos Estados Unidos e na Europa e planejavam fornecer uma cobertura geográfica mais ampla. Uzac recrutou Johnathan Davis para se juntar a ele na empresa. No final de 2005, Uzac e Davis se mudaram para Nova Iorque para lançar o site, com Uzac focado principalmente na estratégia de negócios, enquanto Davis codificou o site e escreveu os primeiros artigos.
Em maio de 2012, a empresa anunciou a nomeação de Jeffery Rothfeder como editor-chefe e a promoção de Davis de editor executivo a diretor de conteúdo.
Em 4 de agosto de 2013, a IBT Media anunciou a compra da Newsweek e o domínio newsweek.com da IAC/InterActiveCorp. A compra não incluiu The Daily Beast. Peter S. Goodman, anteriormente editor executivo de negócios e editor global de notícias do The Huffington Post, tornou-se editor em 2014. Mais tarde, a IBT Media passou a se chamar Newsweek Media Group.[carece de fontes?]
De março a julho de 2016, o IBT demitiu cerca de trinta por cento de sua equipe editorial. Esse período marcou uma nova era para a empresa, que se expandiu para conteúdo e eventos de marca com sua publicação irmã Newsweek. Ao mesmo tempo, Dev Pragad, que havia iniciado os negócios na Europa, Oriente Médio e África (EMEA) em 2009, foi promovido de diretor administrativo da Europa a CEO global da Newsweek e IBT. Isso foi seguido em janeiro de 2017 pela nomeação de Alan Press no "recém-criado papel estratégico do presidente".
Em setembro de 2018, o Newsweek Media Group mais uma vez tornou-se IBT Media, com a Newsweek cindida como uma empresa independente.

## Qualidade do conteúdo
No final de 2011, o Google supostamente reduziu os artigos da agência nos resultados de pesquisa em resposta à atividade excessiva de otimização de mecanismos de pesquisa. Um memorando interno da IBT supostamente aconselhou os jornalistas da IBT sobre como "refazer uma história que você já fez e repassá-la na esperança de que ela seja melhor traçada pelo Google... Algumas pessoas estão apenas postando exatamente a mesma história, com um novo título. Não estamos mais fazendo isso."
Em 2014, Mother Jones afirmou que os jornalistas da IBT estão sujeitos a uma demanda constante para produzir iscas de clique ; um ex-funcionário alegou que a gerência emitiu demandas "impossíveis", incluindo um mínimo de 10.000 acessos por artigo, e demitiu aqueles que não puderam atender. Dos 432 artigos publicados pelo IBT Japan em um determinado intervalo de tempo, 302 foram criados copiando frases da mídia japonesa e combinando-as, "estilo de colagem", para criar histórias que pareciam novas; O IBT Japão pediu desculpas pelo comportamento e atribuiu a culpa a um funcionário contratado. Da mesma forma, os funcionários disseram ao The Guardian em 2014 que, às vezes, pareciam operar mais como "fazendas de conteúdo", exigindo uma produção de alto volume do que uma fonte de jornalismo de qualidade. Pelo menos dois jornalistas foram supostamente ameaçados de demissão, a menos que o tráfego de seus artigos aumentasse bastante.
Em 2016, o IBT contratou John Crowley, editor digital EMEA do Wall Street Journal, como editor-chefe do Reino Unido. De acordo com o The Guardian, "Crowley disse que seu foco seria ajudar o site a quebrar exclusividades, contar histórias em profundidade e novas formas de jornalismo digital. Ele disse que a IBT estava montando um balcão de negócios do Reino Unido e contratando uma equipe de audiência". Crowley afirmou: "Não somos um serviço de transmissão de dados ou o chamado papel de registro... mas tenho uma visão de onde quero acessar um site... precisamos ter uma USP (proposta de venda exclusiva)... nos diferenciamos em termos jornalísticos". O padrão de conteúdo no IBTimes.co.uk melhorou notavelmente nos últimos anos com artigos respeitáveis, como o The Times, citando conteúdo exclusivo da publicação. A cobertura de esportes e entretenimento costuma ser divulgada na imprensa britânica e na BBC.
No início de 2017, o International Business Times do Reino Unido firmou uma parceria com empresas como a Bloomberg, o Channel 4 e a BBC para trabalhar em conjunto para combater a disseminação de notícias falsas. Em junho de 2017, Jason Murdock - que cobre a cibersegurança no International Business Times UK - ganhou o Digital Writer do ano no Drum Online Media Awards, que segundo a revista InPublishing “identifica os fornecedores de notícias e visões mais inteligentes, ousados e originais de ao redor do mundo.” 
O Media Matters for America, um órgão de fiscalização do jornalismo politicamente progressivo, rotulou um artigo do IBT vinculando as políticas de Hillary Clinton à arma usada na escola primária de Sandy Hook disparando um "borrão falso e desleixado", baseado em uma leitura incorreta de documentos do governo.
Na Columbia Journalism Review, o editor contribuinte Trudy Lieberman creditou os relatórios investigativos de David Sirota, do IBT, por ajudar a impulsionar um pedido de reforma na regulamentação do seguro de saúde em Connecticut.

## Relações de trabalho
No início de sua história, o IBT Media teria contratado estudantes imigrantes da Universidade Olivet que não estavam autorizados a trabalhar nos Estados Unidos para traduzir conteúdo em inglês para chinês e outros idiomas, pagando-lhes menos do que o salário mínimo para isso. Em 2016, os funcionários se queixaram publicamente de folha de pagamento perdida, pacotes de indenização insuficientes ou inexistentes e acordos de sigilo unilateral.

## Relação com "A Comunidade"
A natureza da conexão entre o IBT e a Comunidade, uma seita cristã liderada por David Jang, é contestada; O IBT afirma que muitos relatórios sobre suas conexões com a Comunidade são falsos ou exagerados.
Davis e Uzac têm vínculos com a Universidade Olivet, uma instituição evangélica fundada por Jang. Os graduados da Olivet são conhecidos por trabalhar no Newsweek Media Group, que doou dinheiro para a Olivet. Davis trabalhava anteriormente na faculdade de Olivet, onde sua esposa é presidente da universidade. Uzac serviu no conselho de administração da Olivet; sua esposa trabalhou como secretária de imprensa da Aliança Evangélica Mundial, da qual Olivet é membro. Davis endossou pessoalmente a visão de que a homossexualidade pode ser causada por abuso sexual na infância e curada pela terapia, embora ele se recuse a elaborar suas visões religiosas sobre a homossexualidade, afirmando que ele separa seu trabalho de sua fé.
O Christianity Today afirmou em 2012 que havia obtido um e-mail no qual Davis afirmou que não poderia ingressar em uma determinada organização afiliada à Jang porque sua "comissão é inerentemente secreta". Davis negou a alegação. Segundo o Business Insider, o conceito de jornalismo de Jang pode envolver a infusão da "mensagem do Evangelho" na mídia.